# Bogács
Bogács är en ort i Ungern.   Den ligger i provinsen Borsod-Abaúj-Zemplén, i den norra delen av landet, 120 km öster om huvudstaden Budapest. Bogács ligger 165 meter över havet och antalet invånare är 2 112.
Terrängen runt Bogács är platt åt sydost, men åt nordväst är den kuperad. Runt Bogács är det ganska tätbefolkat, med 108 invånare per kvadratkilometer. Närmaste större samhälle är Eger, 11,9 km väster om Bogács. Trakten runt Bogács består till största delen av jordbruksmark.